# Tangram

I pezzi del Tangram

Un uomo in corsa

Un coniglio

Il tangram (七巧板S, qī qiǎo bǎnP) è un gioco rompicapo cinese. È costituito da sette tavolette (dette tan) inizialmente disposte a formare un quadrato.
I sette tan sono due triangoli rettangoli grandi, un triangolo rettangolo medio e due piccoli, un quadrato ed un parallelogramma. Lo scopo del puzzle è quello di formare una figura utilizzando tutti i pezzi senza sovrapposizioni. Altre varianti del gioco prevedono la dimostrazione dell'impossibilità di un determinato tangram.

## Storia
Tangram potrebbe derivare da Tang e γράμμα. Il nome cinese significa "le sette pietre della saggezza".
In The Eighth Book Of Tan, Sam Loyd, oltre a fornire una leggenda inventata sulle origini del gioco, propone 700 tangram, di cui alcuni risultano essere impossibili. Sebbene non sia nota l'esatta datazione del tangram, alcune fonti ne attestano la diffusione nel XIX secolo.